# Oqqoʻrgʻon
Oqqoʻrgʻon (uzb. cyr.: Оққўрғон; ros.: Аккурган, Akkurgan) – miasto we wschodnim Uzbekistanie, w wilajecie taszkenckim, siedziba administracyjna tumanu Oqqoʻrgʻon. W 1989 roku liczyło ok. 11,2 tys. mieszkańców.
Miejscowość otrzymała prawa miejskie w 1980 roku.